# Corbières-boutenac
Le corbières-boutenac est un vin rouge d'appellation d'origine contrôlée produit dans le département de l'Aude.

## Histoire
L'AOC Corbières-Boutenac est reconnue par l'Institut National des Appellations d'Origine en 2005. Elle est à ce jour la seule appellation communale du vignoble des Corbières.

## Situation géographique
Les vins sont issus exclusivement des vignes situées dans l'aire parcellaire de production, telle qu'approuvée par l'INAO, autour d'un petit massif appelé la Pinède de Boutenac (ou Pinada), sur les communes suivantes : Boutenac, Ferrals-les-Corbières, Fabrezan, Saint-Laurent-de-la-Cabrerisse, Thézan-des-Corbières, Montséret, Saint-André-de-Roquelongue,Luc-sur-Orbieu, Ornaisons et Lézignan-Corbières.

## Vignoble

### Encépagement
- Les cépages composant ce vin rouge sont le carignan, le grenache, la syrah et le mourvèdre.
- Le carignan est majoritaire dans l'assemblage des vins : il constitue l'identité des vins de l'appellation.

### Méthodes culturales et réglementaires
- La densité de plantation varie entre 4 000 et 4 400 pieds par hectare et une distance de 2,50 m maximale est requise entre les rangs.
- La taille est faite en gobelet ou en cordon de Royat, c'est-à-dire en taille courte avec 12 yeux maximum par pied.
- Le volume minimum d'alcool est de 12 %.
- Le cépage carignan doit être ramassé manuellement.
- Les rendements de base sont de 45 hectolitres par hectare et de 54 hl/ha maximum.
- La charge maximale en raisin est de 7 500 kg par hectare.

Le cahier des charges complet est établi par le Décret du 20 mai 2005 relatif à l'appellation d'origine contrôlée corbières-boutenac.
Cette appellation ne doit pas être confondue avec l'AOC corbières bien que celle-ci soit située sur le terroir de Boutenac qui lui fait partie de cette AOC.

## Gastronomie

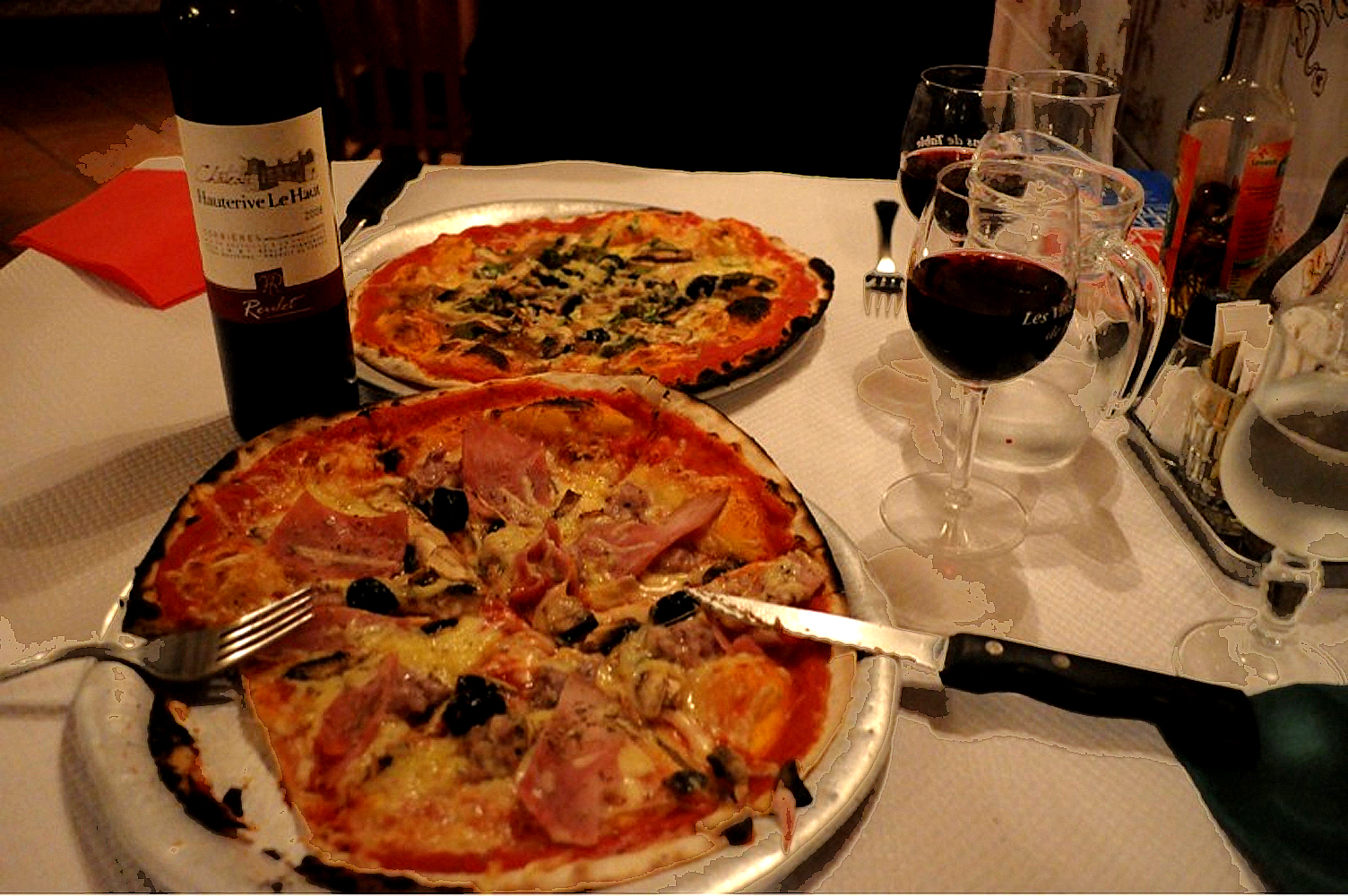
Château Hauterive-le-Haut AOC Corbières-boutenac

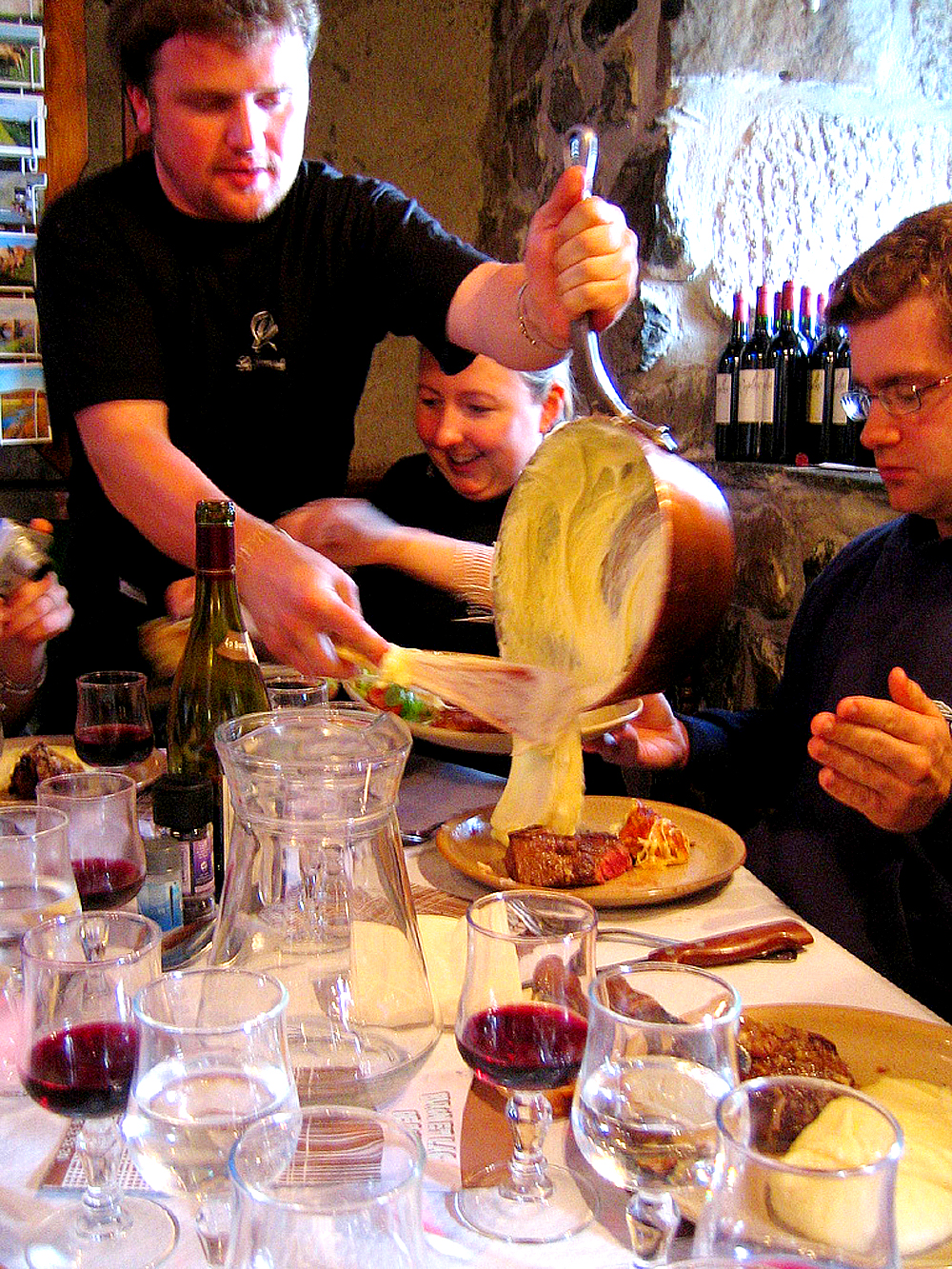
Aligot et corbières-boutenac

Les corbières-boutenac sont des vins qui allient force et douceur, générosité et fraîcheur. Leur palette aromatique navigue entre les fruits noirs, la mûre confite, les senteurs de garrigue et de fines notes poivrées. Leurs vins s'accordent autant avec des plats traditionnels qu'avec une cuisine plus inventive et originale.